# Anadevidia fumifera
Anadevidia fumifera là một loài bướm đêm trong họ Noctuidae.